# Dirty Love (película)
Dirty Love es una película de 2005 escrita y protagonizada por Jenny McCarthy y dirigida por John Mallory Asher. Al momento de filmar la película la pareja estaba casada, pero el mismo mes en que se estrenó, se divorciaron. La película juega en gran medida de la reputación de McCarthy con el humor escatológico. La película fue casi universalmente repudiada por la crítica y es considerada como uno de las peores películas que jamás se ha hecho.

## Sinopsis
Rebecca (McCarthy), una fotógrafa que lucha, encuentra a su modelo y novio Richard (Victor Webster) en la cama con otra mujer, que además destruye todos los equipos de su cámara. Ella se desmorona y se debate entre deseos de vengarse de él, la promiscuidad sexual y el abandono de toda esperanza de enamorarse de nuevo.
Sus mejores amigas, Michelle (Carmen Electra), una depiladora, y Carrie (Kam Heskin), una actriz cabeza hueca, tratan de conseguirle citas. Entre otras, una cita con un mago caprichoso (Guillermo Díaz) y otra con un hombre que le da éxtasis y es un fetichista de los peces. Ella intenta darle celos a Richard llevándose a un director, que evoca a Woody Allen, a un desfile de moda, pero él acaba vomitando en sus pechos en frente de todo el mundo.
Finalmente Rebecca se da cuenta de que debe centrar su energía en estar con alguien que realmente la ame, y ese resulta ser John (Eddie Kaye Thomas), su mejor amigo (empollón aunque atento), que ha sido su apoyo durante todas sus penurias.
Otras características de la película son que cuenta con Sum 41 como artista invitado, y que incluye "No Reason", como canción principal de la banda sonora. Deryck Whibley y Steve Jocz aparecen en papeles secundarios, y Kathy Griffin tiene un cameo como un cazafortunas.

## Reacción
La película fue un fracaso entre la crítica y los comentarios eran en su mayoría desfavorables. El crítico de cine Roger Ebert dio una inusual calificación de "cero estrellas" a la película y la tildó de ser la tercera peor película de 2005. En su crítica escrita de la película, dijo, "He aquí una película tan lamentable, que no se eleva ni al nivel de cutre. Es irremediablemente incompetente".

## Premios
Dirty Love ha ganado cuatro premios Frambuesa de Oro (Razzies): premio a la peor fotografía, peor director (John Asher), peor actriz (Jenny McCarthy), y peor guion (escrito por McCarthy). También fue nominada para peor actriz de reparto (Carmen Electra) y para peor pareja en pantalla, (Jenny McCarthy).

## Reparto
| Actor             | Personaje         |  |
| ----------------- | ----------------- |  |
| Jenny McCarthy    | Rebecca Sommers   |  |
| Eddie Kaye Thomas | John              |  |
| Carmen Electra    | Michelle López    |  |
| Victor Webster    | Richard           |  |
| Deryck Whibley    | Tony              |  |
| Steve Jocz        | Steve The Drummer |  |
| Kathy Griffin     | Madame Belly      |  |
| David O'Donnell   | Jake              |  |
| Kam Heskin        | Carrie Carson     |  |
| Lochlyn Munro     | Kevin             |  |
| Jessica Collins   | Mandy             |  |
| Sum 41            | Themselves        |  |